# Cattedrale di Nostra Signora del Rosario (Corrientes)
La cattedrale di Nostra Signora del Rosario (in spagnolo: Catedral de Nuestra Señora del Rosario) è un edificio di culto cattolico sito nella città di Corrientes, in Argentina. È la chiesa principale dell'arcidiocesi di Corrientes.

## Storia e descrizione
Nel 1854 il governatore Juan Gregorio Pujol dispose la costruzione di una nuova chiesa su plaza San Juan Bautista in sostituzione della vecchia chiesa matrice, dedicata a Nostra Signora del Rosario e posta su plaza 25 de Mayo. Progettata dal mastro-costruttore Nicolás del Grosso, a causa degli eventi legati alla guerra della triplice alleanza che investirono la città e la provincia correntina, l'edificio poté essere terminato solamente nel 1873. Nel 1910 fu elevata da papa Pio X al rango di cattedrale. Con l'elevazione della diocesi correntina al rango di arcidiocesi nel 1961 la chiesa fu promossa allo status di cattedrale metropolitana.
La cattedrale presenta una pianta basilicale, divisa in tre navate. La facciata, in stile neoclassico e neorinascimentale, è presentata da un portico esastilo, caratterizzato da sei colonne, di cui le due alle estremità addossate a un pilastro; le colonne sono completate da capitelli di ordine composito. La facciata è sormontata da due torri coronate da due cupole ricoperte da azulejos del Passo di Calais.
All'interno dell'edificio si trova un pantheon all'interno del quale sono custodite le spoglie di alcuni dei più importanti personaggi storici della provincia di Corrientes, mentre nelle navate laterali si trovano le tombe di tre vescovi e arcivescovi correntini.